# Leslie Djhone
Leslie Djhone (Abidjan, Ivoorkust, 18 maart 1981) is een Franse atleet, die is gespecialiseerd in de sprint en het verspringen. Zijn grootste prestaties leverde hij op de 4 x 400 m estafette. In deze discipline werd hij wereld- en Europees in- en outdoorkampioen.

## Loopbaan
Djhone is in de grote toernooien op de sprint vrijwel uitsluitend uitgekomen op de 400 m. Op dit nummer werd hij bij de wereldkampioenschappen van 2005 in Helsinki vijfde en bij de Olympische Spelen van 2004 in Athene zevende.
Op de Europese kampioenschappen van 2006 in Göteborg behaalde hij brons op de 400 m.
Leslie Djhone is aangesloten bij Neuilly-Plaisance Sports.

## Titels
- Wereldkampioen 4 x 400 m estafette - 2003
- Europees kampioen 4 x 400 m estafette - 2006
- Europees indoorkampioen 4 x 400 m estafette - 2011
- Frans kampioen 200 m - 2004
- Frans kampioen 400 m - 2006, 2007, 2008
- Frans indoorkampioen 200 m - 2004
- Frans indoorkampioen 400 m - 2005, 2006, 2007, 2008, 2009, 2010
- Europees kampioen 400 m U23 - 2003
- Europees jeugdkampioen verspringen - 1999

## Persoonlijke records
Outdoor
| Onderdeel   | Prestatie | Datum             | Plaats         |
| ----------- | --------- | ----------------- | -------------- |
| 100 m       | 10,55 s   | 1 juni 2003       | Forbach        |
| 150 m       | 15,52 s   | 20 mei 2004       | Sainte-Anne    |
| 200 m       | 20,67 s   | 18 juli 2004      | Sotteville     |
| 300 m       | 32,18 s   | 16 september 2003 | Nancy          |
| 400 m       | 44,46 s   | 29 augustus 2007  | Osaka          |
| verspringen | 7,92 m    | 21 augustus 1999  | Neubrandenburg |

Indoor
| Onderdeel   | Prestatie | Datum           | Plaats  |
| ----------- | --------- | --------------- | ------- |
| 200 m       | 20,51 s   | 2 maart 2003    | Aubière |
| 300 m       | 32,47 s   | 5 maart 2010    | Liévin  |
| 400 m       | 45,54 s   | 5 maart 2011    | Parijs  |
| verspringen | 7,73 m    | 13 januari 2000 | Liévin  |

## Prestaties

### Kampioenschappen

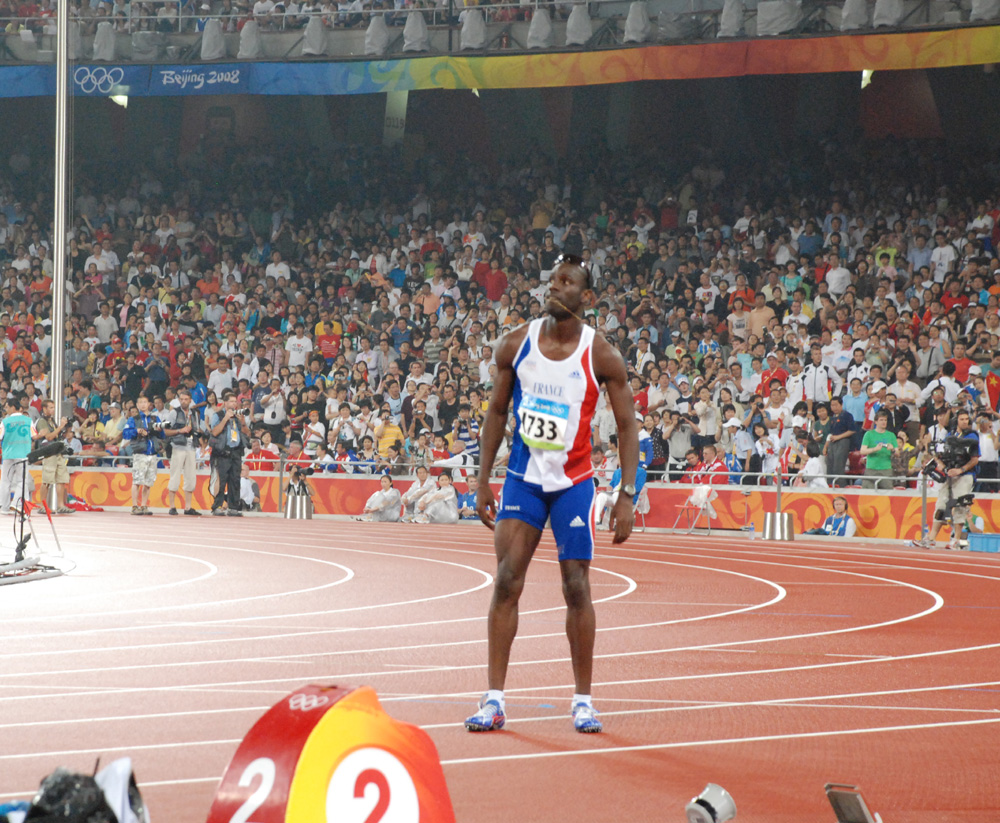
Leslie Djhone op de Olympische Spelen van 2008 in Peking

| Jaar | Wedstrijd            | Plaats      | Resultaat | Onderdeel           | Prestatie    |
| ---- | -------------------- | ----------- | --------- | ------------------- | ------------ |
| 1999 | EJK                  | Riga        | 1e        | verspringen         | 7,88 m       |
| 2000 | WJK                  | Santiago    | 2e        | 4 x 400 m estafette | 3.33,99      |
| 2002 | EK                   | München     | 3e        | 4 x 400 m estafette | 3.02,76      |
| 2003 | Europacup            | Florence    | 5e        | 200 m               | 20,68 s      |
|      | Europacup            | Florence    | 3e        | 400 m               | 45,73 s      |
|      | EK U23               | Bydgoszcz   | 1e        | 400 m               | 45,04 s      |
|      | WK                   | Parijs      | 5e        | 400 m               | 44,83 s      |
|      | WK                   | Parijs      | 1e        | 4 x 400 m estafette | 2.58,96      |
| 2004 | OS                   | Athene      | 7e        | 400 m               | 44,94 s      |
|      | Wereldatletiekfinale | Monte Carlo | 4e        | 400 m               | 45,26 s      |
| 2005 | WK                   | Helsinki    | 6e        | 4 x 400 m estafette | 2.58,96      |
| 2006 | EK                   | Göteborg    | 3e        | 400 m               | 45,40 s      |
|      | EK                   | Göteborg    | 1e        | 4 x 400 m estafette | 3.01,10      |
| 2007 | WK                   | Osaka       | 5e        | 400 m               | 44,59 s      |
| 2008 | OS                   | Peking      | 5e        | 400 m               | 45,11 s      |
| 2009 | WK                   | Berlijn     | 8e        | 400 m               | 45,90 s      |
|      | WK                   | Berlijn     | 7e        | 4 x 400 m estafette | 3.02,65      |
| 2010 | EK                   | Barcelona   | 6e        | 400 m               | 45,30 s      |
|      | EK                   | Barcelona   | 6e        | 4 x 400 m estafette | 3.03,85      |
| 2011 | EK indoor            | Parijs      | 1e        | 4 x 400 m estafette | 3.06,17 (NR) |

### Golden League-podiumplaatsen
| Jaar | Wedstrijd             | Plaats      | Resultaat | Onderdeel | Prestatie |
| ---- | --------------------- | ----------- | --------- | --------- | --------- |
| 2003 | Weltklasse Zürich     | Zürich      | 1e        | 400 m     | 44,86 s   |
| 2004 | Meeting Gaz de France | Saint-Denis | 1e        | 400 m     | 44,99 s   |
| 2009 | Bislett Games         | Oslo        | 2e        | 400 m     | 45,37 s   |
|      | Meeting Areva         | Saint-Denis | 3e        | 400 m     | 45,47 s   |

1983: Lovasjov, Troshchilo, Tsjernetski, Markin ·
1987: Everett, Haley, McKay, Reynolds ·
1991: Black, Redmond, Regis, Akabusi ·
1993: Valmon, Watts, Reynolds, Johnson ·
1995: Ramsey, Mills, Reynolds, Johnson ·
1997: Thomas, Black, Baulch, Richardson, Hylton ·
1999: Czubak, Maćkowiak, Bocian, Haczek ·
2001: Moncur, Brown, McIntosh, Munnings ·
2003: Djhone, Keïta, Diagana, Raquil ·
2005: Rock, Brew, Williamson, Wariner ·
2007: Merritt, Taylor, Williamson, Wariner ·
2009: Taylor, Wariner, Clement, Merritt ·
2011: Nixon, Jackson, Taylor, Merritt ·
2013: Verburg, McQuay, Hall, Merritt ·
2015: Verburg, McQuay, Nellum, Merritt ·
2017: Solomon, Richards, Cedenio, Gordon ·
2019: Kerley, Cherry, London, Benjamin ·
2022: Godwin, Norman, Deadmon, Allison ·
2023: Hall, Norwood, Robinson, Benjamin